# カカオトーク
カカオトーク（英: KakaoTalk、韓: 카카오톡）は、韓国企業カカオが開発、提供するスマートフォン、タブレット端末用の無料通話・メッセンジャーアプリケーションである。
無料通話、テキストメッセージサービスだけでなく、写真、動画、音声メール、URLを共有できる。個人チャット、及びグループチャットが可能で、後者に参加人数の制限はない。
韓国では、他のSNSを上回る圧倒的なユーザー数を誇り「国民的SNS」とも言われる。韓国での略称は「カトック・カトク」（韓:카톡）。

## 歴史
- 2010年
  - 3月18日 - 2006年創業の韓国のソフト企業アイウィラボ（現・カカオ）がリリース。
  - 10月 - カカオトーク日本語版がリリース。
- 2012年
  - 8月 - 登録ユーザー5700万人到達。
  - 10月 - ヤフー・ジャパンがカカオジャパンに出資、株式の50%を保有する[1][2]。
- 2014年
  - 5月 - 累計ダウンロード数が5億を突破。
  - 11月 - 日本市場においては、競合するネイバー社のSNS・LINEの後塵を拝するなど、頭打ちになりヤフー・ジャパンとの提携を解消[3]。

## 特徴
- ボイストークと呼ばれる5人までの電話会議が可能
- データの暗号化
- 12言語サポート
- ウォーキートーキー機能
- 初のISO 27001認定モバイルメッセンジャー[4]
- ユーザーテーマ（iPhone, Android）
- バナー広告が出ない
- ゲーム・プラットフォームになる
- 複数のアカウントを作成することができる[5]。

## 通信傍受問題
2014年10月8日、カカオトークの会話内容などを捜査機関に提供していたことを認めて公式に謝罪した。これは、2013年から2014年上半期までに受けた147回の傍受令状のうち138回について、会話内容などを捜査機関に提供していたもので、さらにログ記録やニックネームなどの個人情報についても4807回もの押収捜索を受けたとされる。13日には、ダウムカカオ最高経営責任者のイ・ソクウ（李碩祐、이석우）は、「7日から傍受令状執行に応じずにおり、今後も応じない」と発表、併せて利用者に対する反省の弁を述べた。これに対して検察側は公務執行妨害であると反応しているが、カカオトークにはリアルタイムで会話内容を"傍受"することは技術的に出来ないので傍受令状に対応しようが無いと説明した。また、これまではサーバー上に保存されていた会話ログを提供していたが、保存期間短縮と暗号化の措置を行うことで、ログの提供も出来ないようになったとした。
しかし、2015年10月より、カカオトークは捜査機関に対する協力を再開している。しかし、2016年10月、韓国の大法院（最高裁判所）は、「傍受令状の執行を委託されたカカオが、サーバーに保存された対話内容を抽出して一定周期で捜査機関に提供したのは違法であるとして、その内容は証拠として認められない」という判断を下した。これを受け、カカオトークは再度、捜査機関に対する協力の拒否を表明した。